# Taquicardia supraventricular
La taquicardia supraventricular es un tipo de trastorno del ritmo cardíaco caracterizado por una frecuencia cardíaca acelerada cuya señal eléctrica se origina en el nódulo auriculoventricular o bien en la aurícula cardíaca. Estas arritmias, por definición, se inician o se mantienen en el nódulo AV o en la aurícula, en contraste con las potencialmente letales taquicardias ventriculares, las cuales se originan en los ventrículos cardíacos, es decir, por debajo de las aurículas o del nódulo AV. La frecuencia cardíaca normal es de unos 70 latidos por minuto, mientras que en las taquicardias SV, la frecuencia cardíaca escala desde 175-250 latidos por minuto. Es probable que el estrés y la cafeína causen una taquicardia SV, aunque puede que la causa principal se deba a un defecto congénito en el sistema de conducción eléctrica del corazón del individuo afectado, sea humano o animal.

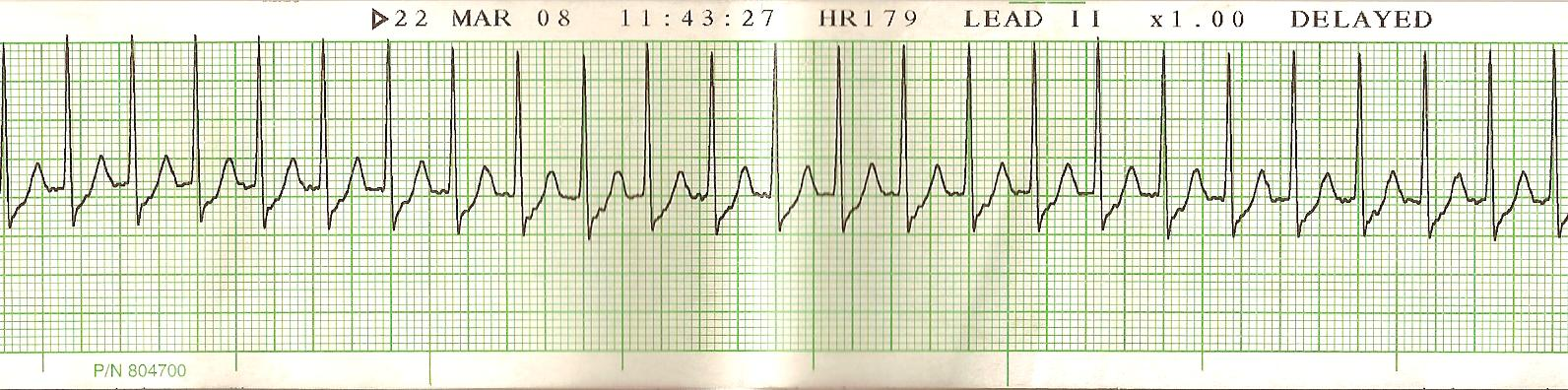
Derivación II de un electrocardiograma mostrando una taquicardia supraventricular.

## Cuadro clínico
Los síntomas de una taquicardia supraventricular pueden aparecer bruscamente y desaparecer luego, sin tratamiento. Pueden durar pocos minutos hasta entre 1 y 2 días. Los rápidos latidos del corazón durante una taquicardia supraventricular pueden causar que la función de bomba cardíaca sea menos eficaz y el gasto cardíaco disminuya, produciendo una caída en la tensión arterial. Los siguientes son algunos de los síntomas clásicos de un pulso acelerado entre 140 y 250 latidos por minuto:
- Palpitaciones precordiales - La sensación de que el corazón se acelera o late fuertemente en el pecho, perceptible también en las arterias carótidas
- Mareo, o sensación de desmayo[1]
- Dificultad respiratoria
- Ansiedad
- Dolor de pecho o sensación de presión
- Debilidad muscular, en especial en las piernas
- Adormecimiento u hormigueo en las extremidades

## Terminología
El término taquicardia supraventricular se usa con frecuencia para describir diferentes patologías. El término correcto se refiere a cualquier tipo de taquicardia o frecuencia cardíaca rápida que no es de origen ventricular, incluyendo la taquicardia sinusal. Sin embargo, a menudo se usa como sinónimo de una taquicardia supraventricular paroxística, el cual tiene un comienzo inmediato, mientras que las verdaderas taquicardias supraventriculares son trastornos de aparición gradual y no inmediata. La taquicardia supraventricular paroxística es una forma de taquicardia de reentrada del nódulo auriculoventricular.

## Clasificación
Los siguientes son formas de taquicardias supraventriculares, cada uno con un mecanismo de impulso y mantenimiento:
De origen Sinoauricular
- Taquicardia sinusal
- Taquicardia sinusal inapropiada
- Taquicardia de reentrada del nodo sinusal (SANRT)

De origen auricular
- Taquicardia auricular (Unifocal)
- Taquicardia auricular multifocal
- Fibrilación auricular con una respuesta ventricular rápida
- Flutter auricular con una respuesta ventricular rápida

De origen auriculoventricular
- Taquicardia de reentrada del nódulo AV (AVNRT)
- Taquicardia de reentrada AV (AVRT)
- Taquicardia ectópica

## Diagnóstico

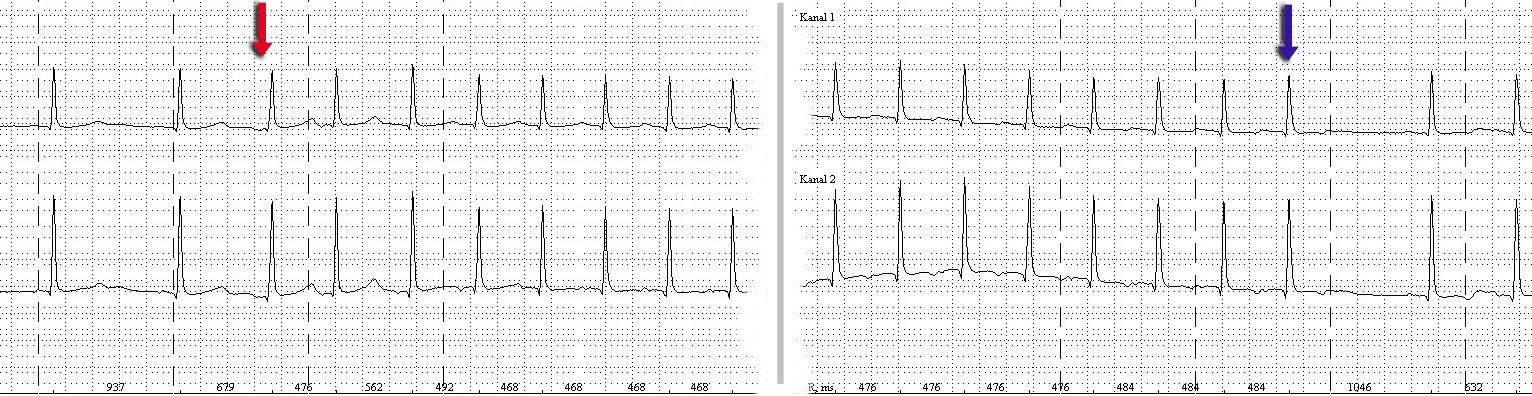
Imagen producida por un monitor de Holter-mostrando el comienzo (flecha roja) y el final (flecha azul) de una taquicardia SV con un pulso de aprox. 128 lpm.

La mayoría de las taquicardias supraventriculares tienen un complejo QRS angosto en el electrocardiograma, pero es importante destacar que la taquicardia SV con una conducción aberrante puede producir una taquicardia con un QRS ancho muy parecido a la taquicardia ventricular. En la clínica, es de importancia determinar si un complejo QRS ancho es debido a una taquicardia ventricular o SV, pues se indican tratamientos distintos para ambos. La taquicardia ventricular requiere un tratamiento adecuado, pues tienden a degenerar hacia una fibrilación ventricular y muerte. Se han diseñado una variedad de algoritmos con el fin de determinar si un complejo QRS ancho es de origen ventricular o SV. Por lo general, el tener antecedentes de trastornos cardíacos estructurales aumenta de manera dramática la probabilidad de que la taquicardia sea de origen ventricular.
Los subtipos individuales de la taquicardia SV se pueden distinguir uno del otro por ciertos patrones fisiológicos y eléctricos, muchos de los cuales se encuentran presentes en el electrocardiograma.
- Taquicardia sinusal se considera adecuado cuando un estímulo razonable, tal como un auge por catecolaminas asociado al miedo, estrés o a una actividad física considerable, provoca la taquicardia. Se distingue por tener una presentación idéntica al ritmo sinusal normal, con la excepción de una frecuencia cardíaca elevada (>100 latidos por minuto en adultos).
- Taquicardia de reentrada del nodo sinusal (SANRT) causado por un circuito de reentrada localizado en el nódulo sinusal, que resulta en una onda P que aparece justo antes de un complejo QRS angosto, de modo que resulta imposible de distinguir con una taquicardia sinusal ordinaria. Se pueden distinguir de otras taquicardias por su rápida respuesta a las maniobras vagales.
- Taquicardia auricular unifocal, es una taquicardia que resulta de un foco ectópico en los límites de la aurícula y se distingue por tener una onda P consistente con morfología anormal que antecede a un complejo QRS angosto.
- Taquicardia auricular multifocal, resulta de al menos tres focos eléctricos ectópicos dentro de los límites de la aurícula y se caracteriza por ondas P de al menos tres morfologías distintas que caen antes de complejos QRS angostos e irregulares.
- Fibrilación auricular, el cual no es en sí una taquicardia, pero cuando se le asocia a una respuesta ventricular rápida mayor de 100 latidos por minuto, se convierte en una. Una fibrilación auricular característica es un ritmo irregularmente irregular tanto en sus despolarizaciones auriculares como ventriculares. Se distingue por ondas P que, en cierto punto se vuelven caóticas y estimulan una respuesta ventricular que se traduce en complejos QRS irregulares y angostos.
- Flutter auricular, es causado por un ritmo de reentrada a la aurícula, con una frecuencia regular de aproximadamente 300 latidos por minuto. En el ECG, el flutter aparece como ondas P en forma de sierra. El nodo AV por lo general no es capaz de generar una frecuencia así de rápida, así que la relación P:QRS forma bloques de 2:1 o 4:1 de manera consistente a diferencia de las inconsistentes ondas P de la fibrilación auricular. De igual manera, el flutter auricular no es en si una taquicardia a menos que el nodo AV permita una respuesta ventricular mayor de 100 latidos por minuto.
- Taquicardia de reentrada del nódulo AV, también llamada taquicardia reciprocante, incluye un circuito de reentrada que aparece justo antes de la onda P dentro del mismo nódulo auriculoventricular. El circuito por lo general incluye dos minúsculas vías eléctricas, una más rápida que la otra, dentro del nódulo AV. Debido a que el nódulo AV está justo entre la aurícula y el ventrículo, un circuito de reentrada con frecuencia estimula a ambas cámaras, lo que se traduce en la conducción de una onda P retrógrada que se entierra junto o poco después de un complejo QRS regular y angosto.
- Taquicardia de reentrada AV, también resulta de un circuito de reentrada, aunque es físicamente más grande que la taquicardia de reentrada del nódulo AV. Una porción del circuito es el mismo nódulo AV, mientras que la otra porción del circuito es un camino accesorio anormal que viene de la aurícula hacia el ventrículo. El síndrome de Wolff-Parkinson-White es un trastorno relativamente común con uno de tales caminos eléctricos accesorios, llamado el haz de Kent que cruza el anillo de la válvula auriculoventricular.
  - En las taquicardias de reentrada AV ortodrómicas, los impulsos auriculares se conducen hacia abajo por medio del nódulo AV y luego vuelven de manera retrógrada hacia la aurícula por un camino accesorio. Una característica distintiva de estas variantes son las ondas P que aparecen después de los complejos QRS regulares y angostos, debido a la conducción retrógrada.
  - En las taquicardias de reentrada AV antidrómicas, los impulsos auriculares son los que inician la conducción por medio del camino accesorio y reentran a la aurícula de manera retrógrada hacia el nódulo AV. Debido a que ese camino accesorio inicia la contracción ventricular fuera del has de His, el complejo QRS se vuelve más ancho de lo normal con una onda característica llamada onda delta.

## Tratamiento
En general, las taquicardias supraventriculares no implican un riesgo para la vida del individuo, pero los episodios se deberían tratar o prevenir. Aunque existen modalidades que se aplican a todas las taquicardias supraventriculares, existen terapias específicas que curan algunas de los subtipos. La cura tiende a requerir un conocimiento íntimo de como y donde se inicia y propaga la arritmia.
Las taquicardias supraventriculares pueden ser separadas en dos grupos, basado en si incluyen al nódulo AV para mantener un impulso o no. Los que usan al nódulo AV pueden terminar al enlentecer la conducción por el nódulo AV. Cuando la conducción no requiere al nódulo AV, no se detienen con maniobras sobre el nódulo AV. Sin embargo, son maniobras útiles, pues un bloqueo AV transitorio a menudo desenmascara el ritmo anormal de base. El bloqueo del nódulo AV puede realizarse en tres maniobras.

### Maniobras físicas
Existen un número de maniobras físicas que causan un bloqueo aumentado del nódulo AV, principalmente por medio de la activación del sistema nervioso parasimpático, conducido al corazón por el nervio vago. Estas manipulaciones son denominadas colectivamente maniobras vagales.
El más reconocido de las técnicas vagales es la maniobra de Valsalva, el cual aumenta la presión intratorácica y afecta tanto a los receptores de presión o barorreceptores dentro del arco de la aorta. Se logra esta maniobra al pedirle al paciente que sostenga el aire en sus pulmones, apretando su nariz y soplar con la boca cerrada. Es igualmente eficaz el sumergir la cara en un recipiente con agua fría o simplemente beber un vaso de agua helada. Aunque es igualmente efectivo el masaje de las carótidas sobre el cuello, es un tipo de maniobra que debe ser supervisada por un profesional de la salud capacitado. Otras maniobras menos frecuentemente usadas son el estimular el reflejo nauseoso y la aplicación de presión sobre ambos globos oculares (ambas maniobras tienen sus contras, como el vómito y el posible desprendimiento de retina).

### Tratamiento médico
Otra modalidad incluye el tratamiento con medicinas, tales como la adenosina, un agente bloqueante del nódulo AV de acción ultra corta. De funcionar el tratamiento con adenosina, se sugiere seguimiento con diltiazem, verapamil o metoprolol. Las taquicardias SV que no mejoran pueden responder con otros medicamentos anti-arrítmicos, como el sotalol o amiodarona. En el embarazo, el metoprolol tiende a ser el tratamiento de elección.
En el caso de taquiarritmias relacionadas con un síndrome de preexcitación de base, como el síndrome de Wolff-Parkinson-White, el tratamiento médico con adenosina, betabloqueadores o calcioantagonistas está totalmente contraindicado, debido a que puede convertir la taquicardia supraventricular en una taquicardia ventricular. En estos casos se prefiere el uso de procainamida o amiodarona.

### Cardioversión eléctrica
Si no se tiene éxito con maniobras físicas o medicamentosas o si el paciente se encuentre extremadamente inestables, a menudo se indica la cardioversión sincronizada, el cual es casi siempre efectiva.

## Prevención
Una vez que el episodio agudo ha terminado, el tratamiento continuo debe ser indicado para prevenir una recurrencia de la arritmia. Los pacientes que hayan tenido un solo episodio aislado o episodios infrecuentes y mínimamente sintomáticos, por lo general no requieren tratamiento, solo observación o seguimiento cardiológico regular.
Quienes tengan síntomas con más frecuencia o síntomas debilitantes como consecuencia de episodios de taquicardia SV, tienen la indicación de terapia preventiva medicamentosa como los agentes que bloquean al nódulo AV, tal como los beta bloqueantes y antiarrítmicos. Los riesgos de estas terapias farmacológicas deben ser medidas con los potenciales beneficios.
Para la taquicardia causada por reentrada, la mejor opción puede que sea la ablación por radiofrecuencia. Este es un procedimiento de bajo riesgo que usa un catéter dirigido al corazón para enviar energía por radiofrecuencia y destruir así los caminos alternos que producen la reentrada. La ablación tiene una demostrada eficacia del 99 % en eliminar las taquicardias por reentrada y en ciertos casos de flutter auricular atípicos.

## Casos notables
El ciclista Bobby Julich fue diagnosticado y tratado de una taquicardia supraventricular de reentrada, luego de lo cual ocupó el 3.er lugar en el Tour de Francia 1998 y consiguió una medalla de bronce en los Juegos Olímpicos de Atenas 2004. El ex-primer ministro del Reino Unido, Tony Blair, fue operado con ablación de un flutter, una de los subtipos de taquicardia supraventricular. La estrella del pop de voz ronca Anastacia fue diagnosticada en 2008 esta dolencia y en la actualidad, en lugar de operarse, está tomando medicación.